# Port Glasgow
Port Glasgow es una localidad situada en el concejo de Inverclyde, en Escocia (Reino Unido), con una población estimada a mediados de 2016 de 14 620 habitantes.
Se encuentra ubicada al oeste Escocia, cerca de la costa del fiordo de Clyde y al oeste de la ciudad de Glasgow.